# Lichnice (rozhledna)
Rozhledna Milada – Lichnice stojí v krajinné oblasti Železných hor, ve vrcholové části skalnaté vyvýšeniny (504 m n. m.) v areálu zříceniny hradu Lichnice, z hlediska administrativně správního na katastrálním území Podhradí v Železných horách, části města Třemošnice, v okrese Chrudim náležejícím do Pardubického kraje v České republice.
Věž zhruba 13 m vysoká využívá skalnatou vyvýšeninu na níž byl ve 13. století vystavěn hrad Lichtenburk, od něho později odvozen český název Lichnice. Dnes hradní zřícenina tvoří dominantu krajiny ležící v části hlavního železnohorského hřbetu nad Třemošnicí.
Lokalita areálu historické památky s rozhlednou leží na západním okraji Podhradské kotliny, nad rozhraním s Chvaletickou pahorkatinou a Kameničskou vrchovinou, pro horopisné jednotky je významným rozhledovým místem.
Východně od rozhledny sídelní lokalita Podhradí typu vesnice podél silnice III/33742, tvořící přibližně hranici Chráněné krajinné oblasti Železné hory, na jejímž území se hradní zřícenina s vyhlídkovou věží nachází. Zvláště chráněné území zahrnuje významnou část jihozápadního železnohorského hřbetu v evropsky významné lokalitě Lichnice-Kaňkovy hory.
Z rozhledny viditelná vrcholová část hřbetu Železných hor přerušeného soutěskami, na severozápadě Lovětínská rokle, tvořící rozhraní s Chvaletickou pahorkatinou a oddělující její vrcholovou část nazvanou Hřeben s nejvyšším vrcholem Krkanka, na jihovýchodě od rozhledny Hedvikovské údolí, tvořící rozhraní s Kameničskou vrchovinou a oddělující tzv. Kaňkovy hory, od severu k jihu vrcholy Železných hor lemující Podhradskou kotlinu.
V rámci geomorfologického členění tvaru zemského povrchu (georeliéfu) Česka je lokalita součástí Sečské vrchoviny, překrývaná územím Národního geoparku Železné hory.

## Konstrukce rozhledny
Kovová konstrukce matného povrchu se třemi pilíři, s ocelovým vřetenovým schodištěm zavěšeným uvnitř samotné konstrukce se středovým kovovým sloupem. Výšková stavba je vztyčena podél střepu severní okrouhlé hradní věže. Ve výšce 3,55 m schodiště malá plošinka, ve výšce 6,35 m první vyhlídková plošina a ve výšce 8,55 m druhá a nejvyšší vyhlídková plošina. Horní vyhlídková plošina přibližně v nadmořské výšce 515 m na úrovni stávajícího původního zdiva hradu.
Přístup k rozhledně z bývalého hradního nádvoří, k vyhlídkové věži vede z jeho úrovně v nadmořské výšce 504 m n. m. dřevěné schodiště (15 schodnic, celková výška 2,72 m), překonávající výškový rozdíl k úrovni ocelového schodiště stoupajícího od paty vlastní rozhledny (cca 507 m n. m.).

## Historie stavby
Stavba nového vyhlídkového místa v areálu hradní zříceniny Lichnice byla povolena v roce 2014 a montáž rozhledny, z jednotlivých ve výrobní firmě zhotovených a na místo stavby přepravených dílů, proběhla v měsíci březnu 2017, investorem Město Třemošnice a sdružení obcí Mikroregionu Železné hory.
Cílem stavby bylo zřízení výhledového místa v úrovni výšky bývalé severní hradní věže. Rozhledna nahradila původní dřevěnou vyhlídku s podpěrami upevněnými v hradním zdivu, pro havarijní stav byla již v roce 1997 odstraněna. Nová konstrukce na místě postavena pomocí jeřábu, předtím v hale výrobní firmy nejprve zkušebně sestavena a opět rozebrána na jednotlivé díly. Důvodem byly omezené možnosti přepravy velkých ocelových nosníků do areálu hradní zříceniny.
Autorem návrhu rozhledny je Staněk a Štekl z ateliéru DESIGN Chotěboř. Konstrukci projektovala firma CODE Pardubice, Ing. J. Pechman. Stavbu v hodnotě 1,7 mil. Kč realizovala společnost SOSTAF, Heřmanův Městec. 
Dne 11. dubna 2017 proběhla kolaudace stavby a 14. dubna 2017 byla rozhledna zpřístupněna veřejnosti. Slavnostní otevření a pojmenování rozhledny proběhlo 22. května 2017, inspirací pro název vyhlídky byla pověst o Miladě vázající se ke hradní zřícenině.

## Výhled

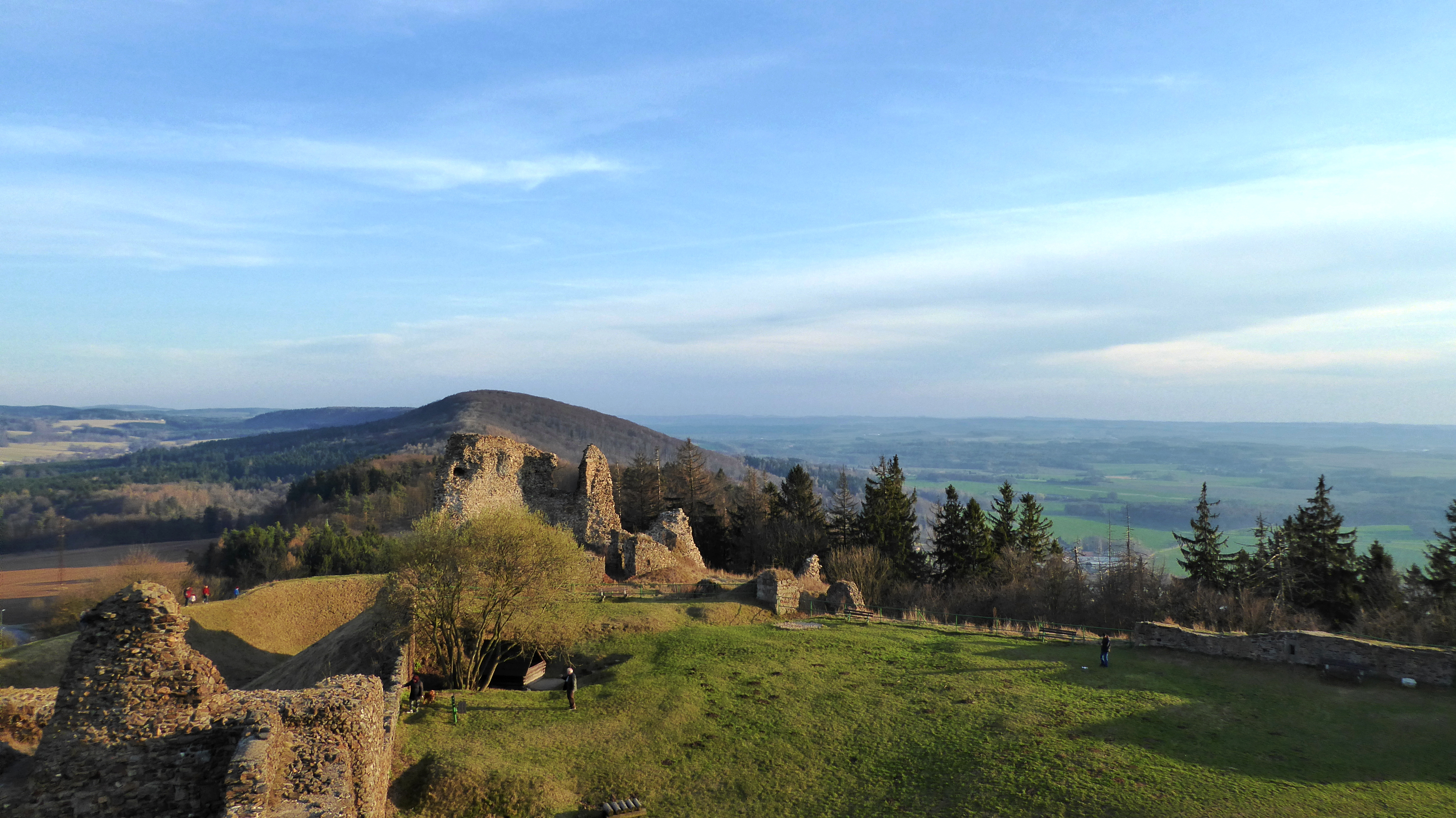
Výhled z rozhledny na JJV, dole část areálu hradní zříceniny Lichnice, za ní vrcholová část železnohorského hřbetu (až 560 m n. m.) s názvem Kaňkovy hory, národní přírodní památky, ve foto-záběru vpravo krajina Hornosázavské pahorkatiny směrem k Pařížovu

Rozhledna poskytuje vyhlídku do Podhradské kotliny, na železnohorský hřbet v oblasti Chvaletické pahorkatiny (lokalita Stráně) a Sečské vrchoviny (Kaňkovy hory), vrcholy v oblasti Železných hor, lokality Kutnohorské plošiny (například směr Pařížov, Kutná Hora) a Čáslavské kotliny (směr Žleby, Čáslav). Při dobré viditelnosti je deklarován pohled na České středohoří a Krkonoše.

## Přístup
Lichnická rozhledna je přístupná v době otevření hradu Lichnice. Informace poskytuje kastelánka hradu a informační centrum města Třemošnice. Příchod od silnice v Podhradí (rozcestník turistických tras, autobusová zastávka „Třemošnice, Podhradí“ a kapacitně malé parkoviště).

## Turistika
Lichnice (zřícenina hradu) v katastru Podhradí v Železných horách je uvedena na mapě „Železné hory" vydané v edici Klubu českých turistů (mapový list 45 v měřítku 1:50 000). Rozhledna je přibližně 1,2 km vzdálená v severo-severovýchodním směru (21°) od informačního centra města Třemošnice (městské knihovny v ulici 1. máje).

### Turistické trasy
Do Podhradí jsou vedeny dvě turistické trasy Klubu českých turistů:
- červeně značená od Třemošnice (křižovatka ulic Hedvikovská a Tovární), úsek Třemošnice-východ – Pod Lichnicí – Podhradí, Lichnice-zřícenina hradu
- zeleně značená od Heřmanova Městce, vedená do Podhradí po silnici od Rudova, úsek Nad Lovětínskou roklí – Podhradí, Lichnice-zřícenina hradu

## Dopravní cesty
Podhradím je vedena silnice (cyklotrasa 4182) odbočující ze silnice II/337 (cyklotrasa 1) v úseku Třemošnice – Starý Dvůr, v místě odbočky autobusová zastávka „Třemošnice, Podhradí, odbočka“. Nejbližší železniční stanice Třemošnice na trati 236 (Čáslav – Třemošnice).